# Donald Trump y el golf

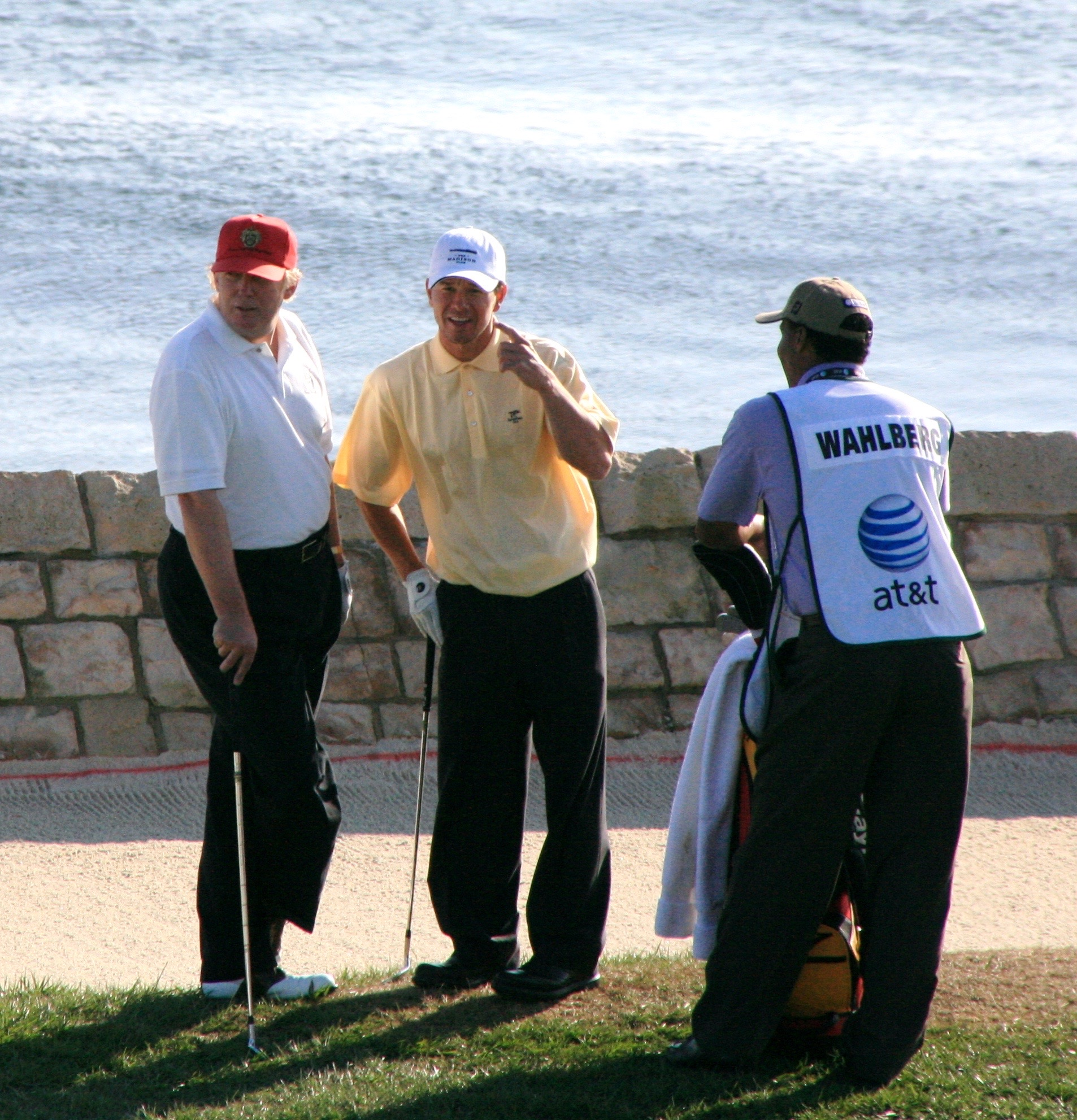
Donald Trump jugando con Mark Wahlberg en 2006.

El 45.º y 47.º presidente de los Estados Unidos de América, Donald Trump está estrechamente asociado con el deporte del golf. Como desarrollador inmobiliario y empresario, Trump comenzó a adquirir y construir campos de dicho deporte en 1999. En el momento de su elección como presidente (2016) era dueño de 17 campos de golf en todo el mundo a través de su sociedad empresarial, la Organización Trump.
Los campos propiedad de Trump han sido seleccionados para albergar varios eventos de la Professional Golfers' Association of America (PGA) y la LPGA. Aunque la final del Campeonato de la PGA 2022 en un principio tenía contemplado usar uno de ellos como sede, esto fue cancelado.
Después de su elección, Trump rompió el precedente con los presidentes recientes y decidió no deshacerse de sus participaciones comerciales, incluidos sus campos de golf. Aunque no es ilegal, esto generó críticas por parte de abogados de ética y periodistas por posibles conflictos de intereses.

## Golf durante la presidencia de Trump

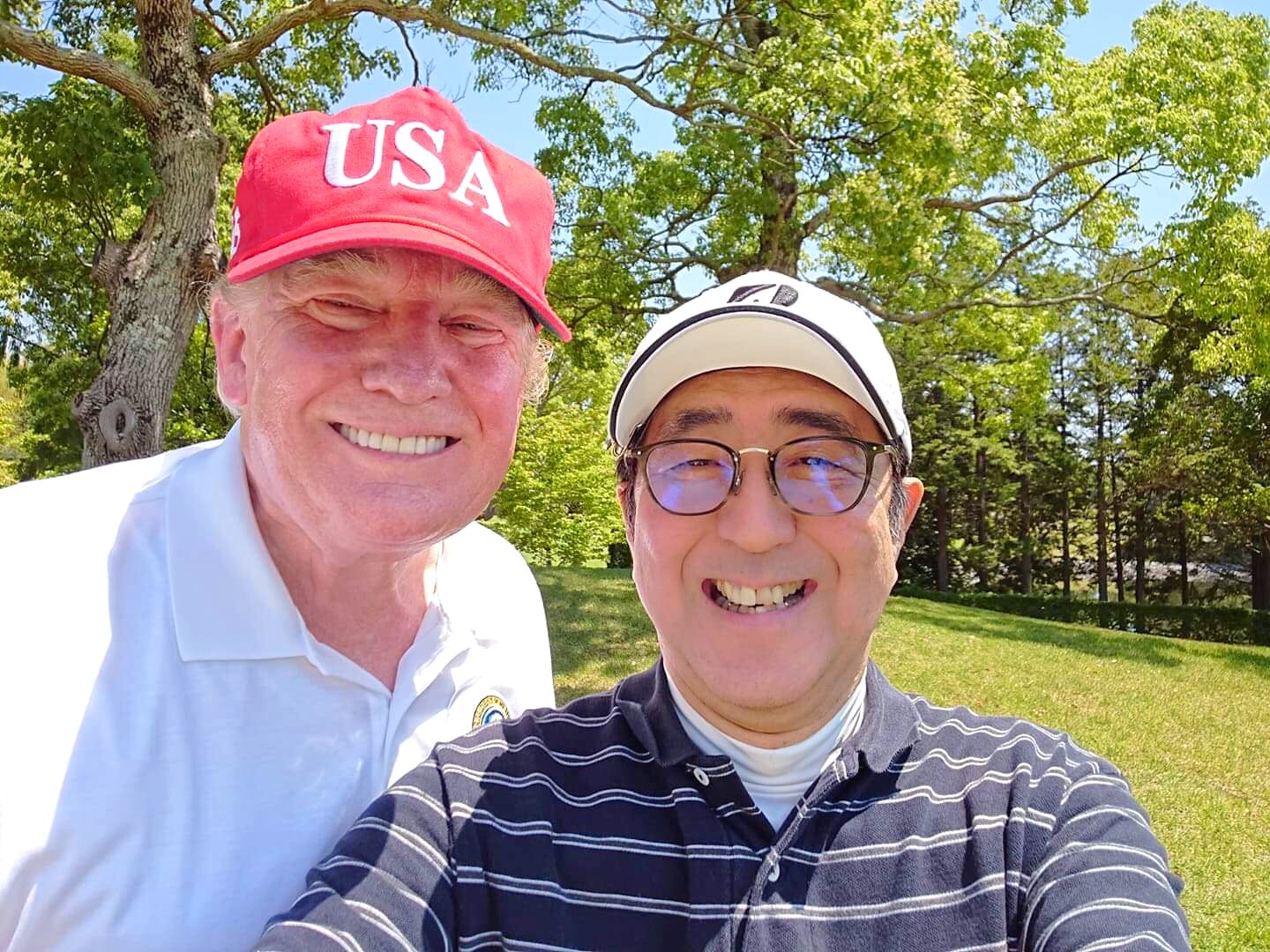
Donald Trump y Shinzō Abe tomándose una selfie en un campo de golf.

En 2015, cuando Donald Trump anunció su candidatura republicana a la Presidencia de Estados Unidos, la PGA suspendió una de sus exhibiciones previstas a llevarse a cabo en El Club de Golf de Trump de Nueva York después de que en declaraciones del empresario, «México estaba mandando a lo peor de su gente a los Estados Unidos, violadores y gente con problemas con las drogas». La organización señalaría en un comunicado conjunto con la LPGA que si bien «no suelen comentar sobre la política presidencial, los comentarios del Sr. Trump son inconsistentes con nuestro fuerte compromiso con un ambiente inclusivo y acogedor en el juego del golf».
Tras su elección en 2016, Trump anunció que no se desharía de sus participaciones comerciales, como habían hecho otros presidentes recientes. Trump mantuvo su participación en las acciones de la Organización Trump y nombró a sus hijos Donald Trump Jr. y Eric Trump para administrar el negocio. Una investigación de 2016 realizada por USA Today descubrió que los cabilderos y los ejecutivos corporativos habían estado comprando membresías para los campos de golf de Trump con el objetivo de quedar bien o generar contacto con el presidente. Las cuotas de membresía en los clubes de golf de Trump pueden exceder los $100.000 dólares, lo que suscitó preocupaciones éticas ante el hecho de que un presidente en funciones aceptara dinero de personas que de alguna forma sentían presión del gobierno.
Mientras hacía campaña para ser presidente, Trump declaró en agosto de 2016: «Voy a trabajar para ti. No voy a tener tiempo para jugar al golf». Después de convertirse en presidente, la cantidad de tiempo que pasó jugando al golf generó controversia. Aunque criticó con frecuencia a su predecesor Barack Obama por haber jugado demasiado al golf durante su mandato presidencial, Trump jugó al golf 11 veces durante sus primeras ocho semanas en el cargo.
Según CNN, Trump visitó campos de golf de los que era propietario 92 veces entre la presidencia en enero de 2017 y el 3 de enero de 2018, aunque la Casa Blanca no reveló cuanto tiempo invirtió el presidente en esta actividad. En noviembre de 2018, The Washington Post descubrió que el número promedio de días entre rondas de golf era de alrededor de 5 días para Trump y de 12 a 13 días para Obama.   El 22 de noviembre de 2020, Trump fue objeto de crítica mediática cuando durante la Cumbre del G-20 de Riad en 2020 no se presentó a una de las sesiones virtuales sobre la pandemia de Covid-19 por ir a jugar golf.
Destaca también la postura de Donald Trump tras perder la reelección en las elecciones de Estados Unidos de 2020. Según diversos medios, mientras se proyectaba la victoria del presidente Joe Biden, Trump decidió ir a jugar golf a Virginia.

## Campos propiedad de Trump
En diciembre de 2016, Trump era propietario de campos de golf en los Estados Unidos y en el extranjero. Durante casi dos décadas (como informó en sus declaraciones de impuestos de 2000 a 2018), estos campos de golf tuvieron pérdidas combinadas de $ 315,6 millones de dólares.
- Trump National Doral Miami, Florida.
- Trump National Golf Club, Bedminster, New Jersey.
- Trump National Golf Club, Charlotte, North Carolina.
- Trump National Golf Club, Colts Neck, New Jersey.
- Trump National Golf Club, Hudson Valley, New York.
- Trump National Golf Club, Jupiter, Florida.
- Trump National Golf Club, Los Angeles, California.
- Trump International Golf Club, West Palm Beach, Florida.
- Trump National Golf Club, Philadelphia.
- Trump National Golf Club, Washington D. C.
- Trump National Golf Club, Westchester, New York.

Donald Trump tiene también tres propiedades específicas para juegos de golf en Irlanda y Escocia. En 2007, la Organización Trump se hizo cargo de la administración y autorización de su nombre para el campo de golf de 36 hoyos frente al mar en Coco Beach, Puerto Rico pero ante su baja demanda, el club se declaró en quiebra en 2015.

## El golf durante la campaña de 2024
Durante el debate del 27 de junio de 2024 entre Donald Trump y Joe Biden, ambos discutieron sobre su hándicap de golf. La discusión al respecto siguió incluso después del debate.